# 常胜镇
常胜镇，是中华人民共和国内蒙古自治区通辽市科尔沁左翼后旗下辖的一个乡镇级行政单位。

## 行政区划
常胜镇下辖以下地区：
常胜村、莲花泡村、梅林窝堡村、固日班花村、五家子村、铁牛村、马架子村、老营房村、浩来营子村、新民村、地河村、胡勒顺淖尔嘎查和温都格嘎查。